# Образование в Дании

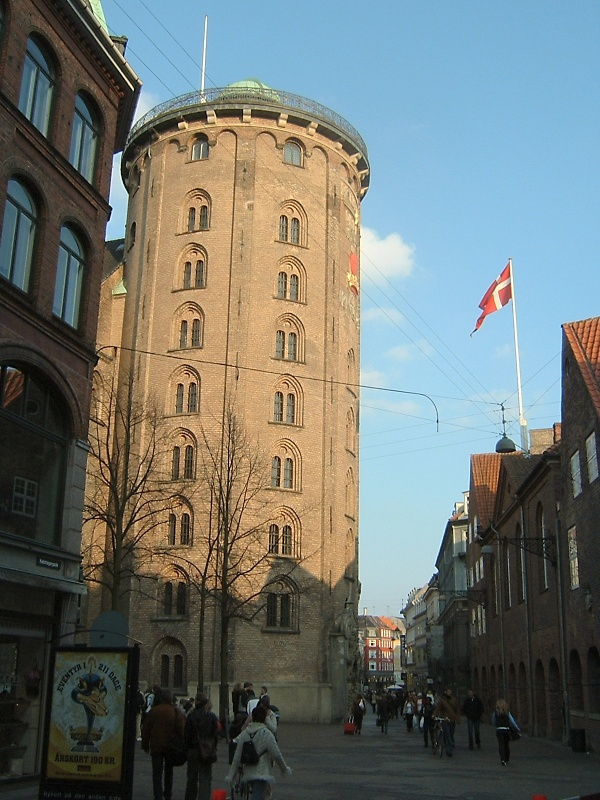
Круглая башня — одно из старейших университетских зданий Копенгагена

Датская система образования предоставляет возможность доступа к школе, старшей школе, а также большинству видов высшего образования. Посещение Folkeskole (средняя школа) или равного образования обязательно на протяжении минимум 9 лет. Точно такое же образование может быть получено в частных школах или при обучении на дому. Около 99 % учеников посещают среднюю школу, 86 % — старшую школу и 41 % продолжают своё обучение в высших учебных заведениях. Все обучение в Дании бесплатно, также нет никакой платы при зачислении. Ученики в старшей школе и выше могут претендовать на Студенческую Помощь, которая представляет собой ежемесячную фиксированную денежную выплату — аналог стипендии.
Датская система образования действует с 1994 года. Она даёт полный контроль родителям — они решают, ходить ребёнку в школу или нет. Закон предусматривает обязательное образование с 7 до 16 лет, но не обязательное посещение школы. Получение обязательного (специального) образования — бесплатно. Период обязательного образования: с 1 августа того года, когда ребёнку исполнилось 7 лет, и до 31 июля того года, когда ребёнок окончил 9 класс. Примечание: обучение в подготовительных и 10 классах не является обязательным.
Первичное образование в Дании называется «den Danske Folkeskole» («Датская средняя школа»). Она начинается с детсадовского класса/0-го класса («børnehaveklasse»/ «0. Klasse») и заканчивается 10-м классом, хотя 10-й класс не является обязательным. Ученики могут посещать как бесплатные школы («Friskole»), так и частные школы («Privatskole»), то есть школы, которые не находятся под управлением муниципалитетов, такие как христианские школы или Вальдорфские школы. Международная программа по оценке образовательных достижений учащихся, управляемая ОЭСР, поставила Датское образование на 24-е место в мире в 2006, что свидетельствует о его качестве примерно на уровне среднего показателя ОЭСР.
После выпуска из Folkeskolen, существует несколько путей дальнейшего образования, включая Гимназию (академически ориентированную старшую школу), Высшая подготовительная экзаменовка (Højere Forberedelseseksamen или HF) (похоже на гимназию, но на год короче), Высшая Техническая Экзаменационная Программа (HTX, Højere Teknisk Eksamen), с упором на математику и инженерию, а также Высшая Коммерческая Экзаменационная Программа (Højere Handelseksamen, abbreviated HHX), с упором на торговлю и бизнес. Кроме того, существует также профессиональное образование, позволяющее молодым людям получить определённую специализацию в торговле при помощи совмещения обучения и практики.
Гимназии, HF, HTX и HHX ставят своей целью подготовку учеников к высшему образованию в университетах и колледжах.
В Дании есть несколько университетов. Крупнейшие из них и самые старые — Копенгагенский университет, основанный в 1479 году, и Университет Орхуса, основанный в 1928 году.
Folkehøjskolerne («Общественная Высшая Школа»), основанная политиком, священником и поэтом Николаем Грундтвигом в XIX веке — это социальные свободные учебные структуры без тестов, классов, акцентированные на совместное обучение, поиски себя, просвещение и обучение мыслить.
Индекс грамотности, опубликованный ООН вместе с ИРЧП в 2008 году, основанный на данных 2006 года, содержал оценку Дании в 0.993, одну из самых высоких в мире, наравне с Австралией, Финляндией и Новой Зеландией.
Главой национальной системы образования является Министр Образования Бертель Хардер. В то же время за университеты несёт ответственность Хельге Сандер, Министр Науки, Технологий и Развития.
Грамотность в Дании — около 99 %, как среди мужчин, так и среди женщин.

## Система частного образования
Большая часть финансирования учреждений частного образования — государственные бюджетные ассигнования. Несмотря на это и то, что в наличии имеется достаточно разветвленная сеть частных школ, только 12 % детей посещают частные средние школы и лишь 4,5 % частные гимназии. То есть: стоимость получения частного образования достаточно высокая. Законодательством разрешаются следующие виды частных учебных заведений:
- Детские сады;
- Средние школы;
- Из числа общих высших средних школ — только гимназии.

Частные высшие учебные заведения запрещены.

## Финансовая помощь для получения высшего образования
Система предоставления грантов и кредитов сформирована в 1988 году. Ею могут пользоваться все датчане, пожелавшие учиться на курсах высшего образования. Система называется: «Ваучерная». Каждый студент, зачисленный на курс высшего образования, получает 70 ваучеров, которые может расходовать по своему усмотрению. Основные принципы:
- Каждый ваучер равен 1 месяцу обучения.
- Студенты могут выбирать: использовать свои ваучеры на получение полного высшего образования (приблизительно 58 месяцев + 12) или на прохождение серии краткосрочных курсов.
- Если срок обучения (например, студент стал готовиться на Мастера или Доктора наук) более 58 месяцев, то ему будут выданы дополнительные ваучеры + 12 месяцев.
- Если студент окончит один курс и перейдёт на другой, имея неизрасходованные ваучеры, то ему будет выдан государственный грант.

Студенты получают также большие скидки на транспорт, включая для поездок в другие страны Европы.
Докторат оплачивает сам соискатель. На этом этапе нет достаточной материальной поддержки от государства.